# Herald Sun Tour 2014
La 61e édition du Herald Sun Tour a eu lieu du 5 au 9 février 2014. La course fait partie du calendrier UCI Oceania Tour 2014 en catégorie 2.1.
L'épreuve a été remportée par l'Australien Simon Clarke (Orica-GreenEDGE) vainqueur de la deuxième étape. Il devance ses compatriotes Cameron Wurf (Cannondale) et Jack Haig (Avanti) respectivement de huit et onze secondes. À noter que les dix premiers du classement général sont tous des Australiens et que la dernière étape a été annulée pour des raisons de sécurité.
Haig remporte le classement de meilleur jeune tandis que deux autres Australiens que sont Jack Anderson (Drapac) et Thomas Hamilton (Équipe nationale d'Australie espoirs) gagne respectivement les classements des sprints et de la montagne. La formation australienne Orica-GreenEDGE de Clarke s'impose au classement par équipes tandis que Wurf est élu coureur le plus combatif.

## Présentation
,,

### Parcours
,

### Équipes
Classé en catégorie 2.1 de l'UCI Oceania Tour, le Herald Sun Tour est par conséquent ouvert aux UCI ProTeams dans la limite de 50 % des équipes participantes, aux équipes continentales professionnelles, aux équipes continentales et aux équipes nationales.
Seize équipes participent à ce Herald Sun Tour - trois ProTeams, deux2 équipes continentales professionnelles, sept équipes continentales et quatre équipes nationales :
| UCI ProTeams    | UCI ProTeams | UCI ProTeams |
| Nom de l'équipe | Pays         | Code         |
| --------------- | ------------ | ------------ |
| Cannondale      | Italie       | CAN          |
| Garmin-Sharp    | États-Unis   | GRS          |
| Orica-GreenEDGE | Australie    | OGE          |

| Équipes nationales                   | Équipes nationales | Équipes nationales |
| Nom de l'équipe                      | Pays               | Code               |
| ------------------------------------ | ------------------ | ------------------ |
| Équipe nationale d'Australie         | Australie          | AUS                |
| Équipe nationale d'Australie espoirs | Australie          | JAY                |
| Équipe nationale de Nouvelle-Zélande | Nouvelle-Zélande   | NZL                |
| Équipe nationale du Royaume-Uni      | Royaume-Uni        | GBR                |

| Équipes continentales professionnelles | Équipes continentales professionnelles | Équipes continentales professionnelles |
| Nom de l'équipe                        | Pays                                   | Code                                   |
| -------------------------------------- | -------------------------------------- | -------------------------------------- |
| Drapac                                 | Australie                              | DPC                                    |
| UnitedHealthcare                       | États-Unis                             | UHC                                    |

| Équipes continentales      | Équipes continentales | Équipes continentales |
| Nom de l'équipe            | Pays                  | Code                  |
| -------------------------- | --------------------- | --------------------- |
| African Wildlife Safaris   | Australie             | AWS                   |
| Avanti                     | Australie             | DPC                   |
| Budget Forklifts           | Australie             | BFL                   |
| OCBC Singapore Continental | Singapour             | TSI                   |
| Rapha Condor JLT           | Royaume-Uni           | RCJ                   |
| Synergy Baku Project       | Azerbaïdjan           | BCP                   |
| Terengganu                 | Malaisie              | TSG                   |

### Favoris
,

## Étapes
| Étape     | Date      | Villes étapes                         |                             | Distance (km) | Vainqueur d’étape   | Leader du classement général |
| --------- | --------- | ------------------------------------- | --------------------------- | ------------- | ------------------- | ---------------------------- |
| Prologue  | 5 février | Melbourne - Melbourne                 | Contre-la-montre individuel | 2,5           | Jack Bauer          | Jack Bauer                   |
| 1re étape | 6 février | Geelong - Ballarat                    | Étape de plaine             | 116           | Nathan Haas         | Nathan Haas                  |
| 2e étape  | 7 février | Ballarat - Bendigo                    | Étape de plaine             | 163           | Simon Clarke        | Simon Clarke                 |
| 3e étape  | 8 février | Mitchelton Winery - Nagambie (en)     | Étape de plaine             | 156,1         | Robert-Jon McCarthy | Simon Clarke                 |
| 4e étape  | 9 février | Arthurs Seat (en) - Arthurs Seat (en) | Étape de plaine             | 124           | Étape annulée       | Simon Clarke                 |

## Déroulement de la course

### Prologue
16 équipes inscrivent 6 coureurs. 96 coureurs sont donc au départ de la course,,,.
|    | Coureur            | Équipe                               |    | Temps      |
| -- | ------------------ | ------------------------------------ | -- | ---------- |
| 1  | Jack Bauer         | Garmin-Sharp                         | en | 3 min 00 s |
| 2  | Thomas Scully      | Équipe nationale de Nouvelle-Zélande | +  | 1 s        |
| 3  | William Clarke     | Drapac                               |    | 2 s        |
| 4  | Felix English      | Rapha Condor JLT                     |    | 2 s        |
| 5  | Nathan Haas        | Garmin-Sharp                         |    | 3 s        |
| 6  | Steele Von Hoff    | Garmin-Sharp                         |    | 4 s        |
| 7  | Rohan Dennis       | Garmin-Sharp                         |    | 5 s        |
| 8  | Neil Van der Ploeg | Avanti                               |    | 5 s        |
| 9  | Simon Clarke       | Orica-GreenEDGE                      |    | 5 s        |
| 10 | Germain Burton     | Équipe nationale du Royaume-Uni      |    | 6 s        |

|    | Coureur            | Équipe                               |    | Temps      |
| -- | ------------------ | ------------------------------------ | -- | ---------- |
| 1  | Jack Bauer         | Garmin-Sharp                         | en | 3 min 00 s |
| 2  | Thomas Scully      | Équipe nationale de Nouvelle-Zélande | +  | 1 s        |
| 3  | William Clarke     | Drapac                               |    | 2 s        |
| 4  | Felix English      | Rapha Condor JLT                     |    | 2 s        |
| 5  | Nathan Haas        | Garmin-Sharp                         |    | 3 s        |
| 6  | Steele Von Hoff    | Garmin-Sharp                         |    | 4 s        |
| 7  | Rohan Dennis       | Garmin-Sharp                         |    | 5 s        |
| 8  | Neil Van der Ploeg | Avanti                               |    | 5 s        |
| 9  | Simon Clarke       | Orica-GreenEDGE                      |    | 5 s        |
| 10 | Germain Burton     | Équipe nationale du Royaume-Uni      |    | 6 s        |

### 1reétape
,,,
|    | Coureur            | Équipe                               |    | Temps           |
| -- | ------------------ | ------------------------------------ | -- | --------------- |
| 1  | Nathan Haas        | Garmin-Sharp                         | en | 3 h 04 min 12 s |
| 2  | Matthew Goss       | Orica-GreenEDGE                      | +  | m.t             |
| 3  | Jonathan Cantwell  | Drapac                               |    | m.t             |
| 4  | Simon Clarke       | Orica-GreenEDGE                      |    | m.t             |
| 5  | Neil Van der Ploeg | Avanti                               |    | m.t             |
| 6  | Patrick Shaw       | Équipe nationale d'Australie         |    | m.t             |
| 7  | Guillaume Boivin   | Cannondale                           |    | m.t             |
| 8  | Simon Gerrans      | Orica-GreenEDGE                      |    | m.t             |
| 9  | Patrick Bevin      | Équipe nationale de Nouvelle-Zélande |    | m.t             |
| 10 | Anthony Giacoppo   | Avanti                               |    | m.t             |

|    | Coureur            | Équipe          |    | Temps           |
| -- | ------------------ | --------------- | -- | --------------- |
| 1  | Nathan Haas        | Garmin-Sharp    | en | 3 h 07 min 05 s |
| 2  | Jack Bauer         | Garmin-Sharp    | +  | 7 s             |
| 3  | William Clarke     | Drapac          |    | 9 s             |
| 4  | Matthew Goss       | Orica-GreenEDGE |    | 9 s             |
| 5  | Steele Von Hoff    | Garmin-Sharp    |    | 11 s            |
| 6  | Simon Clarke       | Orica-GreenEDGE |    | 12 s            |
| 7  | Neil Van der Ploeg | Avanti          |    | 12 s            |
| 8  | Jonathan Cantwell  | Drapac          |    | 12 s            |
| 9  | Simon Gerrans      | Orica-GreenEDGE |    | 13 s            |
| 10 | Anthony Giacoppo   | Avanti          |    | 13 s            |

### 2eétape
,,,
|    | Coureur            | Équipe                       |    | Temps           |
| -- | ------------------ | ---------------------------- | -- | --------------- |
| 1  | Simon Clarke       | Orica-GreenEDGE              | en | 4 h 05 min 01 s |
| 2  | Cameron Wurf       | Cannondale                   | +  | 1 s             |
| 3  | Jack Haig          | Avanti                       |    | 1 s             |
| 4  | Simon Gerrans      | Orica-GreenEDGE              |    | 1 min 11 s      |
| 5  | Guillaume Boivin   | Cannondale                   |    | 1 min 11 s      |
| 6  | Jonathan Cantwell  | Drapac                       |    | 1 min 11 s      |
| 7  | Nathan Haas        | Garmin-Sharp                 |    | 1 min 11 s      |
| 8  | Alberto Bettiol    | Cannondale                   |    | 1 min 11 s      |
| 9  | Neil Van der Ploeg | Avanti                       |    | 1 min 11 s      |
| 10 | Patrick Shaw       | Équipe nationale d'Australie |    | 1 min 11 s      |

|    | Coureur            | Équipe                       |    | Temps           |
| -- | ------------------ | ---------------------------- | -- | --------------- |
| 1  | Simon Clarke       | Orica-GreenEDGE              | en | 7 h 12 min 08 s |
| 2  | Cameron Wurf       | Cannondale                   | +  | 8 s             |
| 3  | Jack Haig          | Avanti                       |    | 11 s            |
| 4  | Nathan Haas        | Garmin-Sharp                 |    | 1 min 09 s      |
| 5  | Neil Van der Ploeg | Avanti                       |    | 1 min 21 s      |
| 6  | Jonathan Cantwell  | Drapac                       |    | 1 min 21 s      |
| 7  | Simon Gerrans      | Orica-GreenEDGE              |    | 1 min 22 s      |
| 8  | Glenn O'Shea       | Équipe nationale d'Australie |    | 1 min 23 s      |
| 9  | William Clarke     | Drapac                       |    | 1 min 23 s      |
| 10 | Cameron Meyer      | Orica-GreenEDGE              |    | 1 min 23 s      |

### 3eétape
,,,
|    | Coureur             | Équipe                               |    | Temps           |
| -- | ------------------- | ------------------------------------ | -- | --------------- |
| 1  | Robert-Jon McCarthy | Équipe nationale d'Australie espoirs | en | 3 h 47 min 09 s |
| 2  | Rico Rogers         | OCBC Singapore Continental           | +  | m.t             |
| 3  | Felix English       | Rapha Condor JLT                     |    | m.t             |
| 4  | Karl Menzies        | UnitedHealthcare                     |    | m.t             |
| 5  | Daniel Klemme       | Synergy Baku Project                 |    | m.t             |
| 6  | Thomas Scully       | Équipe nationale de Nouvelle-Zélande |    | m.t             |
| 7  | Ji Wen Low          | OCBC Singapore Continental           |    | m.t             |
| 8  | Guillaume Boivin    | Cannondale                           |    | m.t             |
| 9  | Cameron Wurf        | Cannondale                           |    | m.t             |
| 10 | Steele Von Hoff     | Garmin-Sharp                         |    | m.t             |

|    | Coureur            | Équipe                       |    | Temps            |
| -- | ------------------ | ---------------------------- | -- | ---------------- |
| 1  | Simon Clarke       | Orica-GreenEDGE              | en | 10 h 59 min 17 s |
| 2  | Cameron Wurf       | Cannondale                   | +  | 8 s              |
| 3  | Jack Haig          | Avanti                       |    | 11 s             |
| 4  | Nathan Haas        | Garmin-Sharp                 |    | 1 min 09 s       |
| 5  | Neil Van der Ploeg | Avanti                       |    | 1 min 21 s       |
| 6  | Jonathan Cantwell  | Drapac                       |    | 1 min 21 s       |
| 7  | Simon Gerrans      | Orica-GreenEDGE              |    | 1 min 22 s       |
| 8  | Glenn O'Shea       | Équipe nationale d'Australie |    | 1 min 23 s       |
| 9  | Cameron Meyer      | Orica-GreenEDGE              |    | 1 min 23 s       |
| 10 | William Clarke     | Drapac                       |    | 1 min 23 s       |

### 4eétape
Étape annulée,,,,

## Classements finals

### Classement général
|    | Cycliste           | Pays      | Équipe                       |    | Temps            |
| -- | ------------------ | --------- | ---------------------------- | -- | ---------------- |
| 1  | Simon Clarke       | Australie | Orica-GreenEDGE              | en | 10 h 59 min 17 s |
| 2  | Cameron Wurf       | Australie | Cannondale                   | +  | 8 s              |
| 3  | Jack Haig          | Australie | Avanti                       |    | 11 s             |
| 4  | Nathan Haas        | Australie | Garmin-Sharp                 |    | 1 min 09 s       |
| 5  | Neil Van der Ploeg | Australie | Avanti                       |    | 1 min 21 s       |
| 6  | Jonathan Cantwell  | Australie | Drapac                       |    | 1 min 21 s       |
| 7  | Simon Gerrans      | Australie | Orica-GreenEDGE              |    | 1 min 22 s       |
| 8  | Glenn O'Shea       | Australie | Équipe nationale d'Australie |    | 1 min 23 s       |
| 9  | Cameron Meyer      | Australie | Orica-GreenEDGE              |    | 1 min 23 s       |
| 10 | William Clarke     | Australie | Drapac                       |    | 1 min 23 s       |

### Classements annexes
|   | Cycliste          | Équipe          | Points |
| - | ----------------- | --------------- | ------ |
| 1 | Jack Anderson     | Drapac          | 16     |
| 2 | Simon Clarke      | Orica-GreenEDGE | 14     |
| 3 | Jonathan Cantwell | Drapac          | 12     |

|   | Cycliste        | Équipe                               | Points |
| - | --------------- | ------------------------------------ | ------ |
| 1 | Thomas Hamilton | Équipe nationale d'Australie espoirs | 52     |
| 2 | Jack Anderson   | Drapac                               | 16     |
| 3 | Jack Haig       | Avanti                               | 16     |

|   | Cycliste        | Équipe                               |    | Temps            |
| - | --------------- | ------------------------------------ | -- | ---------------- |
| 1 | Jack Haig       | Avanti                               | en | 10 h 59 min 28 s |
| 2 | Alex Clements   | Équipe nationale d'Australie espoirs | +  | 1 min 17 s       |
| 3 | Harry Carpenter | Équipe nationale d'Australie espoirs |    | 1 min 17 s       |

|   | Équipe          | Pays      |    | Temps            |
| - | --------------- | --------- | -- | ---------------- |
| 1 | Orica-GreenEDGE | Australie | en | 33 h 00 min 47 s |
| 2 | Avanti          | Australie | +  | 6 s              |
| 3 | Cannondale      | Italie    |    | 12 s             |

## Évolution des classements
| Étape              | Vainqueur           | Classement général | Classement des sprints | Classement du meilleur grimpeur | Classement du meilleur jeune | Classement par équipes | Coureur le plus combatif |
| ------------------ | ------------------- | ------------------ | ---------------------- | ------------------------------- | ---------------------------- | ---------------------- | ------------------------ |
| P                  | Jack Bauer          | Jack Bauer         | Non décerné            | Non décerné                     | Felix English                | Garmin-Sharp           | Non décerné              |
| 1                  | Nathan Haas         | Nathan Haas        | Nathan Haas            | Thomas Hamilton                 | Harry Carpenter              | Garmin-Sharp           | Alberto Bettiol          |
| 2                  | Simon Clarke        | Simon Clarke       | Simon Clarke           | Thomas Hamilton                 | Jack Haig                    | Orica-GreenEDGE        | Cameron Wurf             |
| 3                  | Robert-Jon McCarthy | Simon Clarke       | Jack Anderson          | Thomas Hamilton                 | Jack Haig                    | Orica-GreenEDGE        | Chris Jory               |
| 4                  | Étape annulée       | Simon Clarke       | Jack Anderson          | Thomas Hamilton                 | Jack Haig                    | Orica-GreenEDGE        | Étape annulée            |
| Classements finals | Classements finals  | Simon Clarke       | Jack Anderson          | Thomas Hamilton                 | Jack Haig                    | Orica-GreenEDGE        | Cameron Wurf             |

## Liste des participants
- Liste de départ complète

| Légende | Légende                                                                                         | Légende | Légende                                                                                                  |
| ------- | ----------------------------------------------------------------------------------------------- | ------- | --- |
| Num     | Dossard de départ porté par le coureur sur ce Herald Sun Tour                                   | Pos     | Position finale au classement général                                                                    |
|         | Indique le vainqueur du classement général                                                      |         | Indique le vainqueur du classement des sprints                                                           |
|         | Indique le vainqueur du classement de la montagne                                               |         | Indique le vainqueur du classement du meilleur jeune                                                     |
|         | Indique le coureur le plus combatif                                                             |         | Indique un maillot de champion national ou mondial, suivi de sa spécialité                               |
| #       | Indique la meilleure équipe                                                                     | NP      | Indique un coureur qui n'a pas pris le départ d'une étape, suivi du numéro de l'étape où il s'est retiré |
| AB      | Indique un coureur qui n'a pas terminé une étape, suivi du numéro de l'étape où il s'est retiré | HD      | Indique un coureur qui a terminé une étape hors des délais, suivi du numéro de l'étape                   |
| *       | Indique un coureur en lice pour le maillot blanc (coureurs nés après le 1er janvier 1991)       |         | |

| Équipe nationale d'Australie AUS | Équipe nationale d'Australie AUS | Équipe nationale d'Australie AUS |
| -------------------------------- | -------------------------------- | -------------------------------- |
| Num                              | Coureur                          | Pos                              |
| 1                                | Calvin Watson (AUS)              | 20e                              |
| 2                                | Glenn O'Shea (AUS)               | 8e                               |
| 3                                | Matthew Clarke (AUS)*            | 25e                              |
| 4                                | Patrick Shaw (AUS)               | AB-3                             |
| 5                                | Chris Jory (AUS)                 | 46e                              |
| 6                                | Matthew Lloyd (AUS)              | 69e                              |

| Garmin-Sharp GRS | Garmin-Sharp GRS      | Garmin-Sharp GRS |
| ---------------- | --------------------- | ---------------- |
| Num              | Coureur               | Pos              |
| 11               | Jack Bauer (NZL)      | 35e              |
| 12               | Thomas Dekker (NED)   | 53e              |
| 13               | Rohan Dennis (AUS)    | 38e              |
| 14               | Nathan Haas (AUS)     | 4e               |
| 15               | Lachlan Morton (AUS)  | 39e              |
| 16               | Steele Von Hoff (AUS) | 36e              |

| Cannondale CAN | Cannondale CAN         | Cannondale CAN |
| -------------- | ---------------------- | -------------- |
| Num            | Coureur                | Pos            |
| 21             | George Bennett (NZL)   | 21e            |
| 22             | Alberto Bettiol (ITA)  | 30e            |
| 23             | Guillaume Boivin (CAN) | 15e            |
| 24             | Matthias Krizek (AUT)  | 44e            |
| 25             | Matej Mohorič (SLO)    | 66e            |
| 26             | Cameron Wurf (AUS)     | 2e             |

| Orica-GreenEDGE # OGE | Orica-GreenEDGE # OGE       | Orica-GreenEDGE # OGE |
| --------------------- | --------------------------- | --------------------- |
| Num                   | Coureur                     | Pos                   |
| 31                    | Simon Gerrans (AUS) (Route) | 7e                    |
| 32                    | Simon Clarke (AUS)          | 1er                   |
| 33                    | Mitchell Docker (AUS)       | 11e                   |
| 34                    | Matthew Goss (AUS)          | 50e                   |
| 35                    | Damien Howson (AUS)         | 29e                   |
| 36                    | Cameron Meyer (AUS)         | 9e                    |

| UnitedHealthcare UHC | UnitedHealthcare UHC  | UnitedHealthcare UHC |
| -------------------- | --------------------- | -------------------- |
| Num                  | Coureur               | Pos                  |
| 41                   | Davide Frattini (ITA) | 47e                  |
| 42                   | Benjamin Day (AUS)    | 60e                  |
| 43                   | Adrian Hegyvary (USA) | 74e                  |
| 44                   | Jeff Louder (USA)     | 34e                  |
| 45                   | Karl Menzies (AUS)    | 58e                  |
| 46                   | Bradley White (USA)   | 37e                  |

| Drapac DPC | Drapac DPC              | Drapac DPC |
| ---------- | ----------------------- | ---------- |
| Num        | Coureur                 | Pos        |
| 51         | Jonathan Cantwell (AUS) | 6e         |
| 52         | Jack Anderson (AUS)     | 24e        |
| 53         | Jordan Kerby (AUS)*     | 52e        |
| 54         | Lachlan Norris (AUS)    | 14e        |
| 55         | Darren Lapthorne (AUS)  | 17e        |
| 56         | William Clarke (AUS)    | 10e        |

| Synergy Baku Project BCP | Synergy Baku Project BCP  | Synergy Baku Project BCP |
| ------------------------ | ------------------------- | ------------------------ |
| Num                      | Coureur                   | Pos                      |
| 61                       | Elchin Asadov (AZE) (Clm) | 68e                      |
| 62                       | Tural Isgandarov (AZE)*   | 54e                      |
| 63                       | Luke Davison (AUS)        | AB-3                     |
| 64                       | Daniel Klemme (GER)*      | 76e                      |
| 65                       | Patrick Lane (AUS)*       | 23e                      |
| 66                       | Christoph Schweizer (GER) | 77e                      |

| OCBC Singapore Continental TSI | OCBC Singapore Continental TSI | OCBC Singapore Continental TSI |
| ------------------------------ | ------------------------------ | ------------------------------ |
| Num                            | Coureur                        | Pos                            |
| 71                             | Thomas Rabou (NED)             | 75e                            |
| 72                             | Cameron Bayly (AUS)            | AB-2                           |
| 73                             | Rico Rogers (NZL)              | 78e                            |
| 74                             | Eric Sheppard (AUS)*           | 74e                            |
| 75                             | Ying Hon Yeung (HKG)           | AB-2                           |
| 76                             | Ji Wen Low (SIN) (Route)       | 67e                            |

| Rapha Condor JLT RCJ | Rapha Condor JLT RCJ  | Rapha Condor JLT RCJ |
| -------------------- | --------------------- | -------------------- |
| Num                  | Coureur               | Pos                  |
| 81                   | Hugh Carthy (GBR)*    | 48e                  |
| 82                   | Richard Handley (GBR) | 56e                  |
| 83                   | Michael Cuming (GBR)  | 71e                  |
| 84                   | Chris Opie (GBR)      | 83e                  |
| 85                   | Felix English (IRL)*  | 63e                  |
| 86                   | Thomas Moses (GBR)*   | 65e                  |

| Équipe nationale du Royaume-Uni GBR | Équipe nationale du Royaume-Uni GBR | Équipe nationale du Royaume-Uni GBR |
| ----------------------------------- | ----------------------------------- | ----------------------------------- |
| Num                                 | Coureur                             | Pos                                 |
| 91                                  | Christopher Latham (GBR)*           | AB-2                                |
| 92                                  | Oliver Wood (GBR)*                  | AB-2                                |
| 93                                  | Germain Burton (GBR)*               | 64e                                 |
| 94                                  | Jacob Ragan (GBR)*                  | AB-2                                |
| 95                                  | Christopher Lawless (GBR)*          | 85e                                 |
| 96                                  | Scott Davies (GBR)*                 | 31e                                 |

| Équipe nationale de Nouvelle-Zélande NZL | Équipe nationale de Nouvelle-Zélande NZL | Équipe nationale de Nouvelle-Zélande NZL |
| ---------------------------------------- | ---------------------------------------- | ---------------------------------------- |
| Num                                      | Coureur                                  | Pos                                      |
| 101                                      | Patrick Bevin (NZL)*                     | 41e                                      |
| 102                                      | James Oram (NZL)*                        | 22e                                      |
| 103                                      | Thomas Scully (NZL)                      | 62e                                      |
| 104                                      | Hamish Schreurs (NZL)*                   | 81e                                      |
| 105                                      | Dion Smith (NZL)*                        | 45e                                      |
| 106                                      | Hayden McCormick (NZL)*                  | 59e                                      |

| Terengganu TSG | Terengganu TSG                       | Terengganu TSG |
| -------------- | ------------------------------------ | -------------- |
| Num            | Coureur                              | Pos            |
| 111            | Harrif Salleh (MAS)                  | 82e            |
| 112            | Mohd Zamri Saleh (MAS)               | AB-2           |
| 113            | Anuar Manam (MAS)                    | AB-1           |
| 114            | Mohd Shahrul Mat Amin (MAS) (Route)  | 80e            |
| 115            | Mohammed Adiq Husainie Othman (MAS)* | 79e            |
| 116            | Nur Amirul Fakhruddin Mazuki (MAS)*  | AB-2           |

| Avanti APC | Avanti APC                | Avanti APC |
| ---------- | ------------------------- | ---------- |
| Num        | Coureur                   | Pos        |
| 121        | Jack Haig (AUS)*          | 3e         |
| 122        | Joseph Cooper (NZL)       | 33e        |
| 123        | Anthony Giacoppo (AUS)    | 40e        |
| 124        | Mark O'Brien (AUS)        | 28e        |
| 125        | Campbell Flakemore (AUS)* | 43e        |
| 126        | Neil Van der Ploeg (AUS)  | 5e         |

| Budget Forklifts BFL | Budget Forklifts BFL | Budget Forklifts BFL |
| -------------------- | -------------------- | -------------------- |
| Num                  | Coureur              | Pos                  |
| 131                  | Timothy Roe (AUS)    | 16e                  |
| 132                  | Michael Vink (NZL)*  | 40e                  |
| 133                  | Sam Horgan (NZL)     | 70e                  |
| 134                  | Joshua Prete (AUS)*  | 72e                  |
| 135                  | Kristian Juel (AUS)* | 55e                  |
| 136                  | Sam Witmitz (AUS)    | 86e                  |

| Équipe nationale d'Australie espoirs JAY | Équipe nationale d'Australie espoirs JAY | Équipe nationale d'Australie espoirs JAY |
| ---------------------------------------- | ---------------------------------------- | ---------------------------------------- |
| Num                                      | Coureur                                  | Pos                                      |
| 141                                      | Harry Carpenter (AUS)*                   | 13e                                      |
| 142                                      | Alex Clements (AUS)*                     | 12e                                      |
| 143                                      | Robert Power (AUS)*                      | 19e                                      |
| 144                                      | Samuel Spokes (AUS)*                     | 57e                                      |
| 145                                      | Thomas Hamilton (AUS)*                   | 27e                                      |
| 146                                      | Robert-Jon McCarthy (AUS)*               | 49e                                      |

| African Wildlife Safaris AWS | African Wildlife Safaris AWS | African Wildlife Safaris AWS |
| ---------------------------- | ---------------------------- | ---------------------------- |
| Num                          | Coureur                      | Pos                          |
| 151                          | Rhys Gillett (AUS)           | 18e                          |
| 152                          | Nathan Elliott (AUS)         | 61e                          |
| 153                          | Shaun O'Callaghan (AUS)*     | 51e                          |
| 154                          | Jeremy Cameron (AUS)*        | 32e                          |
| 155                          | Jason Spencer (AUS)          | 73e                          |
| 156                          | James Rendall (AUS)          | 84e                          |